# Phyllanthus microphyllus
Phyllanthus microphyllus är en emblikaväxtart som beskrevs av Carl Sigismund Kunth. Phyllanthus microphyllus ingår i släktet Phyllanthus och familjen emblikaväxter. Inga underarter finns listade i Catalogue of Life.